# بمب‌گذاری ۱۴۰۱ مسجد مزار شریف
در ۱ اردیبهشت (ثور) ۱۴۰۱، یک بمب قوی مسجد شیعه «سه دکان» را در مزار شریف، ولایت بلخ، افغانستان لرزاند که حداقل ۳۱ کشته و بیش از ۸۷ زخمی برجای گذاشت. شاخه خراسان داعش از طریق تلگرام مسئولیت آن را بر عهده گرفت.
نمازگزاران در داخل مسجد در حال خواندن نماز ظهر بودند که بمب منفجر شد. مقامات تعداد کشته‌ها را ۳۱ نفر و تعداد زخمی‌ها را حداقل ۸۷ نفر گزارش کردند که حال شش نفر از آنها وخیم گزارش شد.